# Игор Зоњић
Игор Зоњић (Београд, 16. октобра 1991) црногорски је фудбалер који тренутно наступа за Рад.

## Трофеји и награде
Младост Лучани
- Прва лига Србије: 2013/14.[7]

Напредак Крушевац
- Прва лига Србије: 2015/16.[8]

Сутјеска Никшић
- Куп Црне Горе: 2016/17.[9]